# Нотация за безразмерни отношения на величини
Обозначението / скалата  на наситеност (погрешно наречени в заглавието на тази статия "нотация"), изразено чрез израза „части на...“, което се използва в науката и техниката, представлява набор от псевдоединици за описване на малки стойности на отношенията между различни безразмерни величини, например, молни или масови части. Тъй като тези дроби са отношения на количество към количество, те са чисти числа, които не са свързани с единиците за измерване. Обикновено се използват:
- процент (%) – части на сто
- промил (‰) – части на хиляда
- ppm – части на милион (на английски: parts per million)
- ppb – части на милиард (на английски: parts per billion)
- ppt – части на трилион (на английски: parts per trillion)
- ppq – части на квадрилион (на английски: parts per quadrillion)

Тези означения не са част от международната система единици (SI).
Израз в метрични единици за маса:
- 1 % = 1x10-2 g/g = 1 cg/g
- 1 ‰ = 1x10-3 g/g = 1 mg/g
- 1 ppm = 1x10-6 g/g = 1 µg/g
- 1 ppb = 1x10-9 g/g = 1 ng/g
- 1 ppt = 1x10-12 g/g = 1 pg/g
- 1 ppq = 1x10-15 g/g = 1 fg/g